# Formes du go
Au go, les pierres posées ne se déplacent pas, mais constituent des groupes ; les formes de ces groupes, et en particulier les relations entre un petit nombre de pierres, sont décrites selon une nomenclature systématique (le plus souvent japonaise), et étudiées pour leur rôle tactique et stratégique ; cet article recense les formes les plus couramment rencontrées.

## Formes de connexion

### Hane (跳ね)
| \| \| \| \| \| \| \| \| \| \| \| \| \| \| \| \| \| \| \| \| \| \| \| \| \| \| \| \| \| \| | C'est un coup de contact diagonal sur une pierre adverse (défendu généralement par un nobi). Les "Hane à la tête de deux ou trois pierres" sont des coups intéressants car ils réduisent efficacement les libertés d'un groupe de pierres. |  |  |  |
|                                                                                           | |  |  |  |
|                                                                                           | |  |  |  |
|                                                                                           | |  |  |  |
|                                                                                           | |  |  |  |
|                                                                                           | |  |  |  |

### Kata
| \| \| \| \| \| \| \| \| \| \| \| \| \| \| \| \| \| \| \| \| \| \| \| \| \| \| \| \| \| \| | Approche d'une pierre adverse en diagonale. Est presque équivalent à un coup de contact (tsuke) car il induit de la même manière un rapport de force désavantageux. |  |  |  |
|                                                                                           | |  |  |  |
|                                                                                           | |  |  |  |
|                                                                                           | |  |  |  |
|                                                                                           | |  |  |  |
|                                                                                           | |  |  |  |

### Keima (桂馬)
Le keima (ケイマ, saut de cheval, en référence à la pièce du même nom du shōgi) est un coup très utilisé pour attaquer et mettre la pression sur les groupes adverses, en menaçant de les enfermer. Il comporte néanmoins une faiblesse et peut se faire couper plus facilement que le tobi. C'est pourquoi on l'utilise rarement pour sortir un groupe en danger.
Les deux pierres peuvent être de la même couleur ou de couleurs différentes.
- Les pierres 1 forment un kogeima (小ゲイマ, petit saut de cheval),
- les pierres 2 forment un ogeima (大ゲイマ, grand saut de cheval),
- les pierres 3 forment un daidai-geima (大々ゲイマ, très grand saut de cheval).

Le keima est cité dans plusieurs proverbes de go :
- « Répondre au boshi par un keima. »
- « Répondre au keima par un kosumi. »
- « On chasse avec un keima, on fuit en tobi »

### Kosumi (コスミ)
| \| \| \| \| \| \| \| \| \| \| \| \| \| \| \| \| \| \| \| \| \| \| \| \| \| \| \| \| \| \| | Il s'agit de l'extension diagonale la plus simple. Cette forme est utilisé pour déconnecter deux groupes, ou pour disposer d'un groupe solide depuis lequel attaquer. |  |  |  |
|                                                                                           | |  |  |  |
|                                                                                           | |  |  |  |
|                                                                                           | |  |  |  |
|                                                                                           | |  |  |  |
|                                                                                           | |  |  |  |

### Niken-tobi
| \| \| \| \| \| \| \| \| \| \| \| \| \| \| \| \| \| \| \| \| \| \| \| \| \| \| \| \| \| \| | C'est un saut de 2 intersections. Il est très utilisé pour former une base de vie sur la 3ème ligne, ou pour s'échapper vers le centre de manière flexible. |  |  |  |
|                                                                                           | |  |  |  |
|                                                                                           | |  |  |  |
|                                                                                           | |  |  |  |
|                                                                                           | |  |  |  |
|                                                                                           | |  |  |  |

### Nobi
| \| \| \| \| \| \| \| \| \| \| \| \| \| \| \| \| \| \| \| \| \| \| \| \| \| \| \| \| \| \| | Le nobi est le coup le plus solide, car les pierres sont complètement connectées, mais aussi le plus lent. Il est très utilisé en combat car il donne peu de coups sente à l'adversaire et augmente le nombre de liberté d'un groupe. On le trouve aussi pour solidifier un moyo (zone d'influence ayant un potentiel territorial). Dans ce cas (deux pierres connectées) on parle plutôt de narabi, ou encore, lorsqu'il sépare un bord, de tetchu (« pilier en fer »). |  |  |  |
|                                                                                           | |  |  |  |
|                                                                                           | |  |  |  |
|                                                                                           | |  |  |  |
|                                                                                           | |  |  |  |
|                                                                                           | |  |  |  |

### Nozoki
| \| \| \| \| \| \| \| \| \| \| \| \| \| \| \| \| \| \| \| \| \| \| \| \| \| \| \| \| \| \| | C'est un coup joué face au vide laissé par un tobi. |  |  |  |
|                                                                                           |                                                     |  |  |  |
|                                                                                           |                                                     |  |  |  |
|                                                                                           |                                                     |  |  |  |
|                                                                                           |                                                     |  |  |  |
|                                                                                           |                                                     |  |  |  |

### Ōgeima (大ゲイマ)
| \| \| \| \| \| \| \| \| \| \| \| \| \| \| \| \| \| \| \| \| \| \| \| \| \| \| \| \| \| \| | C'est une extension diagonale appelé aussi grand saut de cavalier. |  |  |  |
|                                                                                           |                                                                    |  |  |  |
|                                                                                           |                                                                    |  |  |  |
|                                                                                           |                                                                    |  |  |  |
|                                                                                           |                                                                    |  |  |  |
|                                                                                           |                                                                    |  |  |  |

### Tobi ou Ikken-tobi (一間トビ)
| \| \| \| \| \| \| \| \| \| \| \| \| \| \| \| \| \| \| \| \| \| \| \| \| \| \| \| \| \| \| | Le tobi (ou saut d'un espace) est un coup à la fois rapide et solide. Il est en effet assez difficile de couper un Tobi puisque l'adversaire mettrait tout de suite la pierre de coupe en atari en essayant de se connecter. On utilise donc généralement le Tobi pour se défendre et renforcer un groupe. |  |  |  |
|                                                                                           | |  |  |  |
|                                                                                           | |  |  |  |
|                                                                                           | |  |  |  |
|                                                                                           | |  |  |  |
|                                                                                           | |  |  |  |

### Tsuke
| \| \| \| \| \| \| \| \| \| \| \| \| \| \| \| \| \| \| \| \| \| \| \| \| \| \| \| \| \| \| | C'est un coup de contact direct sur une pierre adverse. C'est un coup qui donne un avantage local à son opposant (qui a une pierre d'avance sur celui qui fait tsuke), en échange de quoi celui ci peut espérer sur-concentrer son adversaire, ou vivre dans un espace réduit. |  |  |  |
|                                                                                           | |  |  |  |
|                                                                                           | |  |  |  |
|                                                                                           | |  |  |  |
|                                                                                           | |  |  |  |
|                                                                                           | |  |  |  |

## Autres bonnes formes

### Ponnuki (ポン抜き)
Au go, un ponnuki (du japonais ポン抜き) est la forme de pierres obtenue après la capture d'une pierre isolée. Le ponnuki est considéré comme une bonne forme, car elle assure en général d'avoir un groupe vivant, ce qui permet des développements dans toutes les directions à partir du ponnuki. Un proverbe de go dit d'ailleurs : "Un ponnuki vaut 30 points".
La forme en diamant (4 pierres entourant un point vide) n'est cependant pas appelée un ponnuki si elle n'a pas été obtenue en capturant une pierre.
La valeur du ponnuki dépend du contexte, et sa valeur réelle diminue s'il ne peut pas rayonner, ou s'il est réalisé dans une zone où les pierres amies sont déjà fortes. Dans ce dernier cas, on parle aussi de forme "sur-concentrée".

#### Autres langues
Chinois开花 kai1 hua1
Coréen빵따냄 or 빵때림 pang-tarim

## Autres mauvaise formes

### L'angle vide (空き三角)
| \| \| \| \| \| \| \| \| \| \| \| \| \| \| \| \| \| \| \| \| \| \| \| \| \| \| \| \| \| \| \| \| \| \| \| \| \| \| \| \| \| \| \| \| \| \| \| \| \| \| \| \| \| \| \| \| \| \| \| \| \| \| \| \| \| \| \| \| \| \| \| \| \| \| \| \| \| \| \| \| \| \| \| \| \| \| \| \| \| \| Noir 1 est un angle vide, · il n'a que 7 libertés alors · que blanc en a 8 avec le · même nombre de pierres. |  |  |  |  |  |  |  |  |
| |  |  |  |  |  |  |  |  |
| |  |  |  |  |  |  |  |  |
| |  |  |  |  |  |  |  |  |
| |  |  |  |  |  |  |  |  |
| |  |  |  |  |  |  |  |  |
| |  |  |  |  |  |  |  |  |
| |  |  |  |  |  |  |  |  |
| |  |  |  |  |  |  |  |  |
| |  |  |  |  |  |  |  |  |

L'angle vide (akisankaku) est appelé ainsi en référence à la liberté au milieu de l'angle. C'est une très mauvaise forme pour plusieurs raisons :
- tout d'abord, c'est un des mouvements les plus lents qu'il est possible de faire sur un goban. C'est en effet un kosumi connecté par avance, ce qui est presque toujours inutile.
- de plus, il est synonyme de manque de liberté. En effet, il n'a que 7 libertés contre 8 pour une suite de deux nobis.

Forcer l'adversaire à jouer un angle vide, comme dans la séquence d'invasion montrée ci-dessous, est donc en général très avantageux ; inversement, les circonstances où l'angle vide est en fait une forme efficace sont si rares qu'on l'appelle alors par un nom différent : il devient un guzumi (« bon angle vide »), comme dans l'exemple montré ci-dessous de sortie efficace d'un boshi.
|  |  |  |  |  |  |  |  |  |
|  |  |  |  |  |  |  |  |  |
|  |  |  |  |  |  |  |  |  |
|  |  |  |  |  |  |  |  |  |
|  |  |  |  |  |  |  |  |  |
|  |  |  |  |  |  |  |  |  |
|  |  |  |  |  |  |  |  |  |
|  |  |  |  |  |  |  |  |  |
|  |  |  |  |  |  |  |  |  |

|  |  |  |  |  |  |  |  |  |
|  |  |  |  |  |  |  |  |  |
|  |  |  |  |  |  |  |  |  |
|  |  |  |  |  |  |  |  |  |
|  |  |  |  |  |  |  |  |  |
|  |  |  |  |  |  |  |  |  |
|  |  |  |  |  |  |  |  |  |
|  |  |  |  |  |  |  |  |  |
|  |  |  |  |  |  |  |  |  |